# Mạn-đà-la

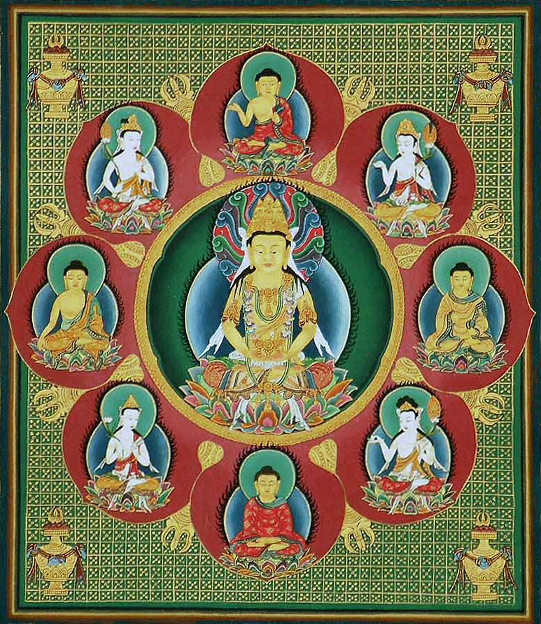
Trung Đài Bát Diệp Viện là một trong 12 viện của Hiện đồ Thai Tạng Giới Mandala. Viện này là trung tâm của thai tạng giới, chính giữa là Đại Nhật Như Lai, xung quanh có 4 vị Như Lai khác (màu vàng) và 4 Bồ Tát thân cận (màu trắng); từ trái sang phải theo chiều từ trên xuống: Bảo Tràng Phật (Ratnaketu), Phổ Hiền Bồ Tát (Samantabhadra), Khai Phu Hoa Vương Như Lai (Samkusumitaraja), Văn Thù Sư Lợi Bồ Tát (Manjushri), Vô Lương Thọ Như Lai (Amitabha), Quán Âm Bồ Tát (Avalokiteshvara), Thiên Cổ Lôi Âm Phật (Divyadundhubhimeghanirghosa), Từ Thị Bồ Tát (Maitreya)

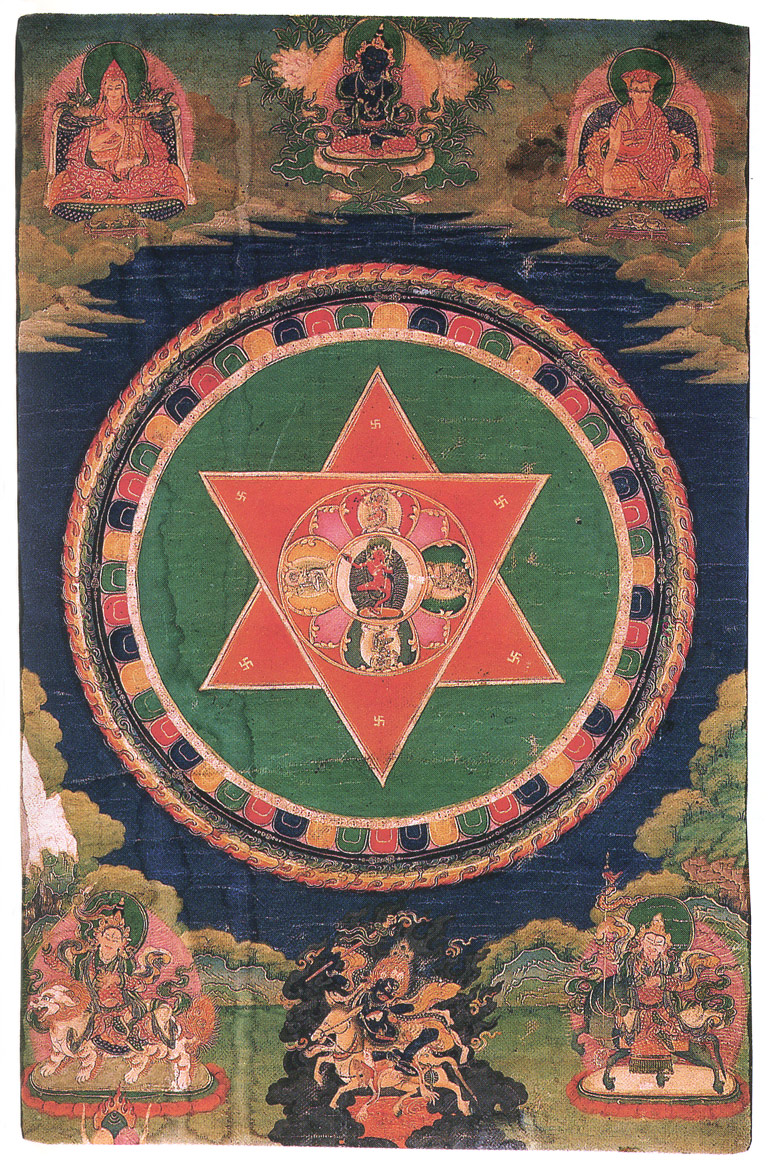
Mandala Kim cương giới, Tây Tạng, thế kỷ 19. Chín vị thần nằm trong một vòng tròn khép kín ở giữa mandala

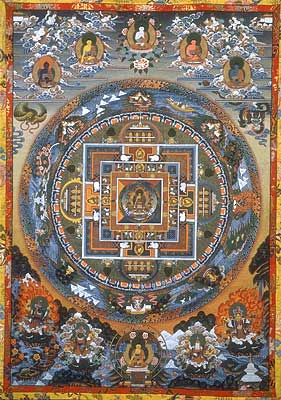
Mạn đà la có kích thước lớn

Mandala (sa. मण्डल maṇḍala, मंड "tinh túy" + ल "chứa đựng", zh. 曼陀羅, hv. Mạn trà la, mạn đà la) là một hình vẽ biểu thị vũ trụ trong cái nhìn của một bậc giác ngộ. Trong tiếng Sanskrit, mandala có nghĩa là một trung tâm (la) đã được tách riêng ra hay được trang điểm (mand). Có thể coi mandala là một hình vũ trụ thu nhỏ. "Mandala" dịch nghĩa theo chữ Hán là "luân viên cụ túc" (輪圓具足), nghĩa là vòng tròn đầy đủ. Theo ý nghĩa thực tiễn thì mandala là đàn tràng để hành giả bày các lễ vật hay pháp khí cho nghi thức hành lễ, cầu nguyện, tu luyện...
Các tín đồ Ấn giáo, Phật giáo, sử dụng mandala như một pháp khí hình thiêng, còn đối với các tín đồ Đại thừa, Kim cương thừa thì Mandala là một mô hình về vũ trụ hoàn hảo, trong đó có một hay nhiều vị thần ngự trị.
Mật giáo đã thiết lập hai Mandala: Thai tạng giới mandala và Kim cương giới mandala, có nguồn gốc xuất phát từ tư tưởng của hai bộ kinh Đại Nhật và Kim Cương Đỉnh và theo quan điểm tư tưởng của Phật giáo thì vũ trụ gồm hai phần. Một phần là nhân cách và phần kia là thế giới của nhân cách, là những pháp sở chứng và thọ dụng của Phật. Hai mandala này là sự hội nhập giữa thụ tri và sở tri.
Thai tạng giới mandala (Garbhadhatu mandala) là yếu tố thụ động, mô tả vũ trụ về mặt tĩnh, mặt lý tính, như thai mẹ chứa đựng con và từ lý tính thai tạng mà sinh công đức, biểu hiện đại bi tâm của Phật.
Kim cương giới mandala (Vajradhatu mandala) là yếu tố tác động, biểu hiện cho trí tuệ viên mãn, trí tuệ sở chứng của Phật. Ngũ Trí Như Lai là trọng tâm của mandala này. Bí tạng ký viết: "Thai tạng là lý, Kim cương là trí".
Phần lớn các mandala Phật giáo được vẽ, in hoặc thêu những mẫu hoa văn kỷ hà. Một trong những loại mandala lớn thường bắt gặp là mandala bằng cát. Những mandala này được tạo ra trong nhiều tuần lễ và sau đó lại được quét bỏ đi để nói lên tính vô thường của hiện hữu. Ngoài ra, ở Tây Tạng còn có các mandala ba chiều giống như cung điện.
Trong nhiều đền chùa ở Trung Quốc và Nhật Bản (như chùa Todai ở Kyoto), thì các bức tượng chư thần cũng được sắp xếp theo bố cục của mandala. Mandala lớn nhất trên thế giới hiện nay là những khoảng sân đồng tâm của các stupa ở Borobudur, Java, Indonesia, có niên đại thế kỷ 8.
Màu sắc cũng mang tính tượng trưng cao trong những mandala, với mỗi phương được biểu thị bằng một màu riêng: xanh lục là phương bắc, trắng là phương đông, vàng cho phương nam và đỏ là phương tây.

## Bố cục

### Kim cương giới
(金剛界曼荼羅) Tiếng Phạm: Vajra-dhàtu-maịđala. Cũng gọi: Tây mạn đà la, Quả mạn đà la, Nguyệt luân mạn đà la. Một trong 2 bộ Mạn đà la của Mật giáo, nền tảng là kinh Kim cương đỉnh. Hiện đồ Mạn đà la Kim cương giới gồm 9 hội Mạn đà la cấu tạo thành, vì thế còn được gọi là Cửu hội mạn đà la, Kim cương cửu hội, Kim cương giới cửu hội mạn đà la. Trong 9 hội, thì 7 hội trước là phẩm Kim cương giới, trong đó 6 hội đầu là Luân thân tự tính của đức Đại nhật Như lai, hội thứ 7 là Luân thân chính pháp của Ngài; hội thứ 8 và thứ 9 thuộc phẩm Hàng tam thế, đều biểu thị Luân thân giáo lệnh của đức Đại nhật Như lai. Cả chín hội trên đây, gọi chung là Mạn đà la Kim cương giới.
Bức vẽ của Mạn đà la này lấy phía trên làm phương Tây, 2 chiều ngang và dọc đều chia làm 3 phần, tổng cộng có 9 ô tức thành 9 hội. Trong hình vẽ này, nếu căn cứ vào ý nghĩa Hạ chuyển môn (môn hướng xuống) Từ quả hướng xuống nhân, thì hội thứ nhất ở chính giữa là hội Thành thân, từ đó, theo thứ tự hướng xuống đi theo phía bên trái như sau:
1. Hội Thành thân, cũng gọi là Yết ma: Đại mạn đồ la trong bốn loại mạn đà la. Hội này dùng năm cái vòng tròn, bày xếp theo hình chữ..., trong mỗi vòng tròn vẽ 1 đức Phật; vòng ở chính giữa là đức Đại nhật Như lai, chung quanh Ngài là 4 vị bồ tát Ba la mật; ở 4 phương đều có nguyệt luân (vòng mặt trăng), trong mỗi nguyệt luân vẽ 1 vị Phật, mỗi vị Phật có 4 Bồ tát thân cận, tổng cộng có 16 Bồ tát; ngoài ra, còn có 4 bồ tát Nội cúng dường, 4 bồ tát Ngoại cúng dường, 4 vị Nhiếp bồ tát, các vị trời hộ trì Mật giáo và 1.000 đức Phật ở kiếp Hiền v.v...… tổng cộng có 161 vị tôn vây chung quanh đức Đại nhật Như lai. Hình vẽ của hội Thành thân này được biểu thị cho thực tướng của quả Phật.
2. Hội Tam muội da, cũng gọi hội Yết ma: Tam muội da mạn đà la trong bốn loại Mạn đà la. Là hình thức các vị tôn dùng như vật cầm tay, ấn khế, v.v... để tượng trưng cho bản thệ của các Ngài; chẳng hạn tháp Đa bảo tượng trưng cho thân Tam muội da của đức Đại nhật Như lai, cây chày kim cương 5 chĩa được đặt ngang dưới thân tháp, là hình Tam muội da biểu thị cho 5 trí hiển hiện. Hình Tam muội da của 4 vị Phật ở 4 phương theo thứ tự là: Phật A Súc ở phương Đông là Chày kim cương dựng đứng, Phật Bảo Sinh ở phương Nam là bảo châu, Phật A Di Đà ở phương Tây là hoa sen, Phật Bất Không Thành Tựu ở phương Bắc là chày kim cương Yết ma. Còn các vị Bồ Tát cũng đều dùng hình Tam muội da để tượng trưng bản thệ của các Ngài. Hội Tam muội da có tất cả 73 vị tôn mà vị trí được sắp xếp đại khái cũng giống như hội Thành thân.
3. Hội Vi tế, cũng gọi hội Yết ma, hội Kim cương vi tế: Pháp mạn đà la trong bốn loại mạn đà la. Tức thân Tam muội da của chư tôn đều hòa nhập vào nhau để hiển bày nghĩa Đức tính của một vị tôn có đầy đủ đức tính của các vị tôn, cho nên Mạn đà la này biểu thị chư tôn đều có đầy đủ trí dụng vi tế của 5 trí. Hội này tổng cộng có 73 vị tôn.
4. Hội Cúng dường, cũng gọi hội Đại cúng dường. Là Yết ma mạn đà la trong bốn loại mạn đà la. Hội này trình bày nghi thức chư tôn cúng dường lẫn nhau, cho nên, ngoại trừ 5 đức Phật, còn có các vị Bồ tát khác đều nắm tay trái, tay phải cầm hoa sen, trên hoa đặt hình Tam muội da. Hội này cũng có tất cả 73 vị tôn.
5. Hội Tứ ấn: Biểu thị nghĩa Tứ mạn bất li, tức hội này bao quát tất cả bốn loại mạn đà la. Hình vẽ là: Đức Đại nhật Như lai ở chính giữa, 4 phương vẽ 4 vị: Kim cương tát đỏa, Quan âm, Hư không tạng và Tỳ thủ yết ma; ở 4 góc của 4 vòng tròn lớn vẽ hình Tam muội da(chày 5 chĩa, bảo châu, hoa sen, yết ma) của 4 bồ tát Ba la mật và hình Tam muội da (chày 3 chĩa, tràng hoa, đàn không hầu, yết ma) của 4 Bồ tát: Kim cương hí, Kim cương man, Kim cương ca, Kim cương vũ. Đức Đại nhật Như lai trong bức vẽ tượng trưng cho chỗ nương tựa của bốn loại mạn đà la, còn 4 bồ tát Ba la mật thì theo thứ tự tượng trưng cho bốn loại mạn đà la. Hội này tổng cộng có 13 vị tôn.
6. Hội Nhất ấn: biểu thị nghĩa chư tôn của bốn loại mạn đà la đều qui về tính hải bất nhị. Hình vẽ chỉ đơn thuần biểu hiện có 1 vị tôn: Đức Đại nhật Như lai, đặc biệt được dùng trong phép tu Đại nhật. Đại nhật Như lai an tọa trong Đại nguyệt luân ở giữa bức vẽ, đầu đội mũ báu Ngũ Phật, mình mặc áo trời mầu trắng, trụ trong ấn Trí quyền, tượng trưng nghĩa Pháp thân duy nhất đầy đủ 5 trí.
7. Hội Lí thú, cũng gọi hội Tát đỏa, hội Phổ hiền. Hội này biểu thị nghĩa Đại nhật Như lai hiện thân Kim cương tát đỏa đem chính pháp giáo hóa chúng sinh. Trong bức vẽ, Kim cương tát đỏa đầu đội mũ báu Ngũ trí ngồi ở chính giữa, 4 phương là 4 vị Kim cương: Dục, Xúc, Ái, Mạn và ở 4 góc là 4 vị Kim cương nữ: Ý sinh, Kế lí cát la, Ái lạc và Ý khí. Viện Ngoài thì vẽ 4 vị Nhiếp bồ tát và 4 vị bồ tát Nội cúng dường là: Kim cương hí, Kim cương man, Kim cương ca và Kim cương vũ. Nhưng vị trí của các bồ tát Nội cúng dường, Ngoại cúng dường của hội này đặc biệt khác với các hội khác, đó là biểu thị nghĩa Nội, Ngoại dung hợp, không ngăn ngại. Hội này có tất cả 17 vị tôn.
8. Hội Hàng tam thế yết ma, gọi tắt là hội Hàng tam thế: Biểu thị nghĩa Đại nhật Như lai hiện thân giận dữ để hàng phục những chúng sinh ương ngạnh khó dạy. Trong bức vẽ, đức Đại nhật Như lai an trú trong ấn Trí quyền, ngự ở chính giữa, hiện tướng hàng phục 4 loài ma (Ngũ ấm ma, Phiền não ma, Tử ma, Thiên ma). Bốn phương là 4 vị Phật và 16 vị Bồ tát cũng đều nắm tay và hiện tướng giận dữ, nhất là Kim cương tát đỏa thị hiện thân hình đặc biệt khác lạ, đó là tướng Minh vương phẫn nộ hàng tam thế với 3 mặt 8 tay. Ở 4 góc của Kim cương bộ ngoài, vẽ 4 vị Đại minh vương: Kim cương dược xoa, Quân đồ lợi, Đại uy đức và Bất động, hoặc vẽ hình tướng 4 bà vợ của 4 vị Đại minh vương là; Sắc, Thanh, Hương, Vị. Hội này tổng cộng có 77 vị tôn.
9. Hội Hàng tam thế tam muội da: Biểu thị nghĩa bản thệ của đức Đại nhật Như lai là hàng phục trời Đại tự tại. Cách bài trí chư tôn trong hội này hoàn toàn giống với hội Hàng tam thế ở trên, chỉ có vị trí của hình Tam muội da là khác nhau mà thôi. Bởi vì hội Hàng tam thế thì biểu hiện thân tướng đầy đủ sự nghiệp của chư tôn, mà hội này thì biểu hiện đức nội chứng của chư tôn. Trong bức vẽ, hình Tam muội da của Kim cương tát đỏa là bánh xe có 8 găm(nan hoa), là một khí cụ dùng để phá dẹp, tượng trưng cho tâm bồ đề thanh tịnh kiên cố sẵn có của chúng sinh. Còn trời Đại tự tại trong bức vẽ thì tượng trưng cho căn bản vô minh, bởi thế, hội này biểu hiện uy nghi dùng ánh sáng của trí tuệ thanh tịnh xua tan bóng tối vô minh ô nhiễm trong nội tâm của hành giả.
Nếu nói theo môn thượng chuyển Từ nhân hướng tới quả, thì ý nghĩa của các hội là biểu thị thứ tự tu hành của Bồ tát hoặc của hành giả Chân ngôn, tức là thứ tự đoạn trừ hoặc chướng và khai phát tâm địa như sau:
1. Hội thứ nhất, đảo ngược thứ tự mà chỉ cho hội Hàng tam thế tam muội da, tức là Minh vương Hàng tam thế tự hiện hình Tam muội da, hàng phục 3 độc tham, sân, si để dẹp trừ chướng nạn gây trở ngại cho việc hành đạo.
2. Do hình Tam muội da biến làm thân Yết ma, hiện tướng đại phẫn nộ, chân trái đạp lên trời Đại tự tại, tượng trưng đoạn trừ phiền não chướng; chân phải đạp lên Ô ma (vợ của trời Đại tự tại), tượng trưng đoạn trừ sở tri chướng. Đây tức là hội Hàng tam thế yết ma.
3. Hai hội trước đã trừ 3 độc, 2 chướng, mà ngộ được lí thú Bát nhã. Như vậy, tất cả 17 vị tôn bao gồm Dục, Xúc, Ái, Mạn, v.v... tượng trưng cho tâm trong, cảnh ngoài đều thị hiện cái thể của Bát nhã ngay từ ban đầu vốn chẳng sinh. Đây tức là hội Lí thú.
4. Khi pháp quán Ngũ tướng thành thân được thành tựu, thì tự thân hành giả tức là thể của bản thôn Đại nhật Như lai, thu nhiếp tất cả chư tôn vào 1 thể duy nhất. Đây tức là hội Nhất ấn.
5. Hành giả phải được sự gia hộ của 4 vị Phật, thì mới có thể quyết định thành Phật, lúc ấy, 4 vị Phật hiện ra trước, vây quanh Đại nhật Như lai. Đây tức là hội Tứ ấn.
6. Các vị tôn đều dâng mũ báu, tràng hoa, v.v... cúng dường đức Đại nhật Như lai để biểu hiện nghi thức cúng dường chư Phật. Đây tức là hội Cúng dường.
7. Do chư tôn hiển hiện Tha thụ dụng thân mà có Hiện trí thân, Kiến trí thân, Tứ minh, v.v... để hiển bày tướng vào khắp trong Thiền định kim cương vi tế. Đây tức là hội Vi tế.
8. Trong Đạo tràng quán, kết ấn Như lai quyền, từ văn tự chủng tử mà chuyển biến thành hình Tam muội da. Đây tức là hội Tam muội da.
9. Lại từ hình Tam muội da chuyển biến mà thành thân yết ma của Tì lô giá na Như lai. Đây tức là hội Yết ma.
Toàn thể 9 bộ tổng cộng có 1461 vị tôn, gồm 136 vị Phật, 297 vị Bồ tát, 4 vị tôn hiện thân giận dữ, 4 vị thần Chấp kim cương và 120 vị tôn thuộc Kim cương bộ ngoài. Ngoài thứ tự của các hội được sắp xếp như trên ra, còn có nhiều thuyết khác, trong đó có thuyết Mạn đà la biểu thị Tự chứng hóa tha chiết phục nhiếp thụ bất nhị được sắp xếp theo thứ tự như sau: Thứ nhất hội Tát đỏa (hội Lí thú), thứ hai hội Hàng tam thế, thứ ba hội Hàng tam thế tam muội da, thứ tư hội Tứ ấn, thứ năm hội Cúng dường, thứ sáu hội Yết ma (hội Vi tế), thứ bảy hội Nhất ấn, thứ tám hội Thành thân (hội Yết ma), thứ chín hội Tam muội da. Thứ tự này biểu thị ý nghĩa từ tự chứng đi đến hoá tha, rồi từ hoá tha trở về tự chứng.

### Thai tạng giới
(胎藏界曼荼羅) Gọi đủ: Đại bi thai tạng sinh mạn đà la. Gọi tắt: Thai tạng mạn đà la, Đại bi mạn đà la. Đối lại: Kim cương giới mạn đà la. Cũng gọi: Nhân mạn đà la, Đông mạn đà la, Lí mạn đà la. Mạn đà la thuộc Thai tạng giới của Mật giáo.Thai tạng tiếng Phạm: Garbha, hàm nghĩa đại bi. Mạn đà la tiếng Phạm: Maịđala, bao hàm các nghĩa: Sinh ra chư Phật, ý vị cùng tột không gì sánh bằng, tròn trịa đầy đủ. Mạn đà laThai tạng giới chính là Đại mạn đà la sinh ra từ trong tâm địa bình đẳng Đại bi thai tạng của đức Tì Lô Giá Na Như lai. Bởi vì Mạn đà la Thai tạng giới vốn căn cứ vào ý nghĩa nói trong phẩm Cụ duyên, kinh Đại nhật mà được kiến lập, rồi lại theo Đại nhật kinh sớ mà bổ sung thêm, vì thế xưa nay thường gọi Mạn đà la Thai tạng giới này là Kinh sớ mạn đà la.
Lấy phía trên của Mạn đồ la làm phương Đông mà chia ra như sau:
1. Viện Trung Đài Bát Diệp: Đại nhật Như lai trụ ở Trung đài. Bốn đức Phật Vô lượng thọ, Bảo chàng, Khai phu hoa, Thiên cổ và 4 vị Bồ tát Văn thù, Quán âm, Di lặc, Phổ hiền trụ ở Bát diệp (8 cánh sen), tất cả có 9 vị tôn. Hoa sen 8 cánh tượng trưng cho trái tim có 8 khía của chúng sinh, biểu thị ý nghĩa chữ A vốn không sinh, hiển bày lí thú tất cả chúng sinh đều có Phật tính. Viện Trung đài bát diệp là tổng thể của Thai tạng Mạn đà la, các viện khác là biệt đức của viện này.
2. Viện Biến Tri (cũng gọi Viện Phật Mẫu): Nằm ở phía trên viện Trung Đài Bát Diệp, có 7 vị tôn gồm Phật nhãn, Phật mẫu... Viện này biểu thị cho đức biến tri (biết khắp) và đức năng sinh của chư Phật.
3. Viện Quán âm: Nằm về phía bắc viện Trung Đài Bát Diệp, có 37 vị tôn như bồ tát Đại thế chí... Viện này biểu thị cho đứcđại bi hạ hóa của Như lai.
4. Viện Kim Cương Thủ (cũng gọi Viện Tát Đóa), nằm về phía nam viện Trung Đài Bát Diệp, có 33 vị tôn như Hư không vô cấu luân trì kim cương... Viện này biểu thị cho đức đại trí thượng cầu.
5. Viện Trì Minh (cũng gọi Ngũ đại viện, Phẫn nộ viện): Nằm ở phía dưới viện Trung Đài Bát Diệp, có 5 vị tôn như bồ tát Bát nhã... Viện này biểu thị cho 2 đức chiết phục và nhiếp thụ.
6. Viện Thích Ca: Nằm phía trên viện BiếnTri, có 39 vị tôn như đức Phật Thích Ca Mâu Ni... Viện này biểu thị cho đức phương tiện nhiếp hóa. Dùng 2 đức trí và bi biến hiện thành Thích ca Như lai cứu độ chúng sinh.
7. Viện Trừ Cái Chướng: Nằm về phía nam viện Kim cương thủ, có 9 vị tôn, như bồ tát Bi mẫn... Viện này biểu thị cho việc dùng trí môn kim cương để diệt trừ phiền não chướng của chúng sinh.
8. Viện Địa Tạng: Nằm về phía bắc viện Quán Thế Âm, có 9 vị tôn, như bồ tát Địa tạng... Viện này biểu thị việc dùng bi môn của Quán âm để cứu mê tình trong chín cõi.
9. Viện Hư Không Tạng: Nằm ở phía dưới viện Trì minh, có 28 vị tôn, như bồ tát Hư không tạng... Viện này biểu thị cho bi và trí hợp nhất, bao hàm muôn đức, có năng lực tùy theo nguyện vọng của chúng sinh mà ban cho tất cả của báu, đầy đủ trí đức và lấy phúc đức làm gốc.
10. Viện Văn Thù: Nằm ở phía trên viện Thích Ca, gồm có 25 vị tôn, như bồ tát Văn thù... Viện này biểu thị cho trí tuệ của đức đại lực, có công năng dứt trừ tất cả hí luận, đầy đủ phúc đức và lấy trí tuệ làm gốc.
11. Viện Tô Tất Địa: Nằm phía dưới viện Hư Không Tạng, gồm có 8 vị tôn, như bồ tát Thập nhất diện Quan âm... Viện này biểu thị cho đức thành tựu việc lợi mình lợi người.
12. Viện Ngoại Kim Cương Bộ: Lớp bên ngoài bao quanh 4 phía đông, tây, nam, bắc của Mạn đà la Thai tạng giới, cộng chung 4 phía có tất cả 205 vị tôn. Viện này biểu thị đức tùy loại ứng hóa và lí phàm thánh bất nhị.
13. Viện Tứ Đại Hộ: Trong Hiện đồ Mạn đà la lược bỏ viện thứ 13 này. Còn lại 12 viện thì viện Trung Đài là Phật bộ, viện Quán Âm là Liên hoa bộ, viện Kim Cương Thủ là Kim cương bộ, 6 viện Biến Tri, Thích Ca, Văn Thù, Trì Minh, Hư Không Tạng và Tô Tất Địa thuộc Phật bộ, viện Địa tạng thuộc Liên hoa bộ, viện Trừ Cái Chướng thuộc Kim cương bộ, Ngoại Kim Cương thuộc cả ba bộ.

## Phân loại
Mạn đà la có nhiều loại, nhưng theo phạm trù chính của mạn đà la, có thể phân chia thành các loại sau:
- Đại Mạn đà la (Maha mandala): vòng tròn hội tụ các Đức Phật và Bồ Tát, biểu tượng cho tự thân của Phật và mối quan hệ giữa tự thân Phật với toàn thể vũ trụ. (còn gọi là mạn đà la của các nguyên tố).
- Tam muội gia Mạn đà là (Samaya mandala): vòng tròn hội chúng với những pháp khí trong tay tùy theo bản nguyện của mỗi vị (còn gọi là mạn đà la của các Phẩm tính)
- Pháp Mạn đà la (Dharma mandala): là Mạn đà la của văn tự lý giải chân lý (Còn gọi là mạn đà la của các Biểu tượng).
- Yết ma Mạn đà la (Karma mandala): là Mạn đà la bằng điêu khắc chạm trổ biểu hiện các động tác, các hành trạng của Phật và Bồ Tát (còn gọi là mạn đà la của Hành nghiệp).

### Ấn Độ giáo
- Giới thiệu Mandala
- Mandala của Ấn Độ Lưu trữ ngày 28 tháng 6 năm 2006 tại Wayback Machine
- Trai đàn Mạn đà la Lưu trữ ngày 28 tháng 9 năm 2007 tại Wayback Machine

### Tây Tạng
- Tạo tranh Mạn đà la bằng cát tại Đại học Rutgers tháng 9 năm 2005 (Video) Lưu trữ ngày 19 tháng 6 năm 2006 tại Wayback Machine
- Những bức ảnh chụp Mạn đà la Lưu trữ ngày 9 tháng 11 năm 2006 tại Wayback Machine
- Lưu trữ ngày 17 tháng 6 năm 2006 tại Wayback Machine Thông tin về Mạn đà la ở BBC]

### Nghệ thuật
- Tranh kính Mạn đà la Lưu trữ ngày 25 tháng 2 năm 2021 tại Wayback Machine
- Nghệ thuật sử dụng Mạn đà la
- Mạn đà la như một hình học thần thánh
- 72 Mạn đà la trên thế giới Lưu trữ ngày 10 tháng 10 năm 2006 tại Wayback Machine
- 45 kiểu Mạn đà la Lưu trữ ngày 25 tháng 1 năm 2007 tại Wayback Machine
- 32 Mạn đà la Lưu trữ ngày 21 tháng 7 năm 2006 tại Wayback Machine
- Mạn đà la hằng ngày
- Screen Saver Mạn đà la
- Mạn đà la để hàn gắn Trái Đất Lưu trữ ngày 28 tháng 11 năm 2006 tại Wayback Machine
- Mạn đà la hình học
- Tải hình Mạn đà la miễn phí

### Phần mềm
- Symmetry Studio 2.0 on-line Java
- Mandala Painter Windows 2000/XP
- The Silicon Mirror & Kaleidoscope Windows 95/98/ME/NT/2000/XP
- Mandalamaker Lưu trữ ngày 3 tháng 9 năm 2006 tại Wayback Machine Java
- Sacred Geometry Mandala Screen Saver and Meditation tool
- Kaleider Windows 98/ME/NT/2000/XP